# Marcal
Marcal [ˈmɒrt͡sɑl] ist ein rechter Nebenfluss der Raab, der in der Nähe von Sümeg im Bakonywald im Westen Ungarns entspringt. Der Fluss fließt nordwärts und erreicht bei Ukk die Kleine Ungarische Tiefebene. Auf dem Weg dorthin sammelt die Marcal von rechts mündende Wasserläufe aus dem Bakonywald. Der Fluss verläuft im Unterlauf ähnlich wie die Raab, von deren Flussschlingen die Marcal oft nur ein Kilometer trennt, nach Nordosten. Beide Flüsse vereinigen sich in Győr.
Zu den wichtigsten Nebenflüssen zählen Kígyós, Hajagos, Bittva, Tapolca, Gerence, Bakony-ér und Torna. 
Der Fluss wurde ab der Einmündung des Baches Torna im Oktober 2010 durch Rotschlamm aus dem Kolontár-Dammbruch verunreinigt, welcher flussabwärts sämtliche Wasserlebewesen getötet hat.

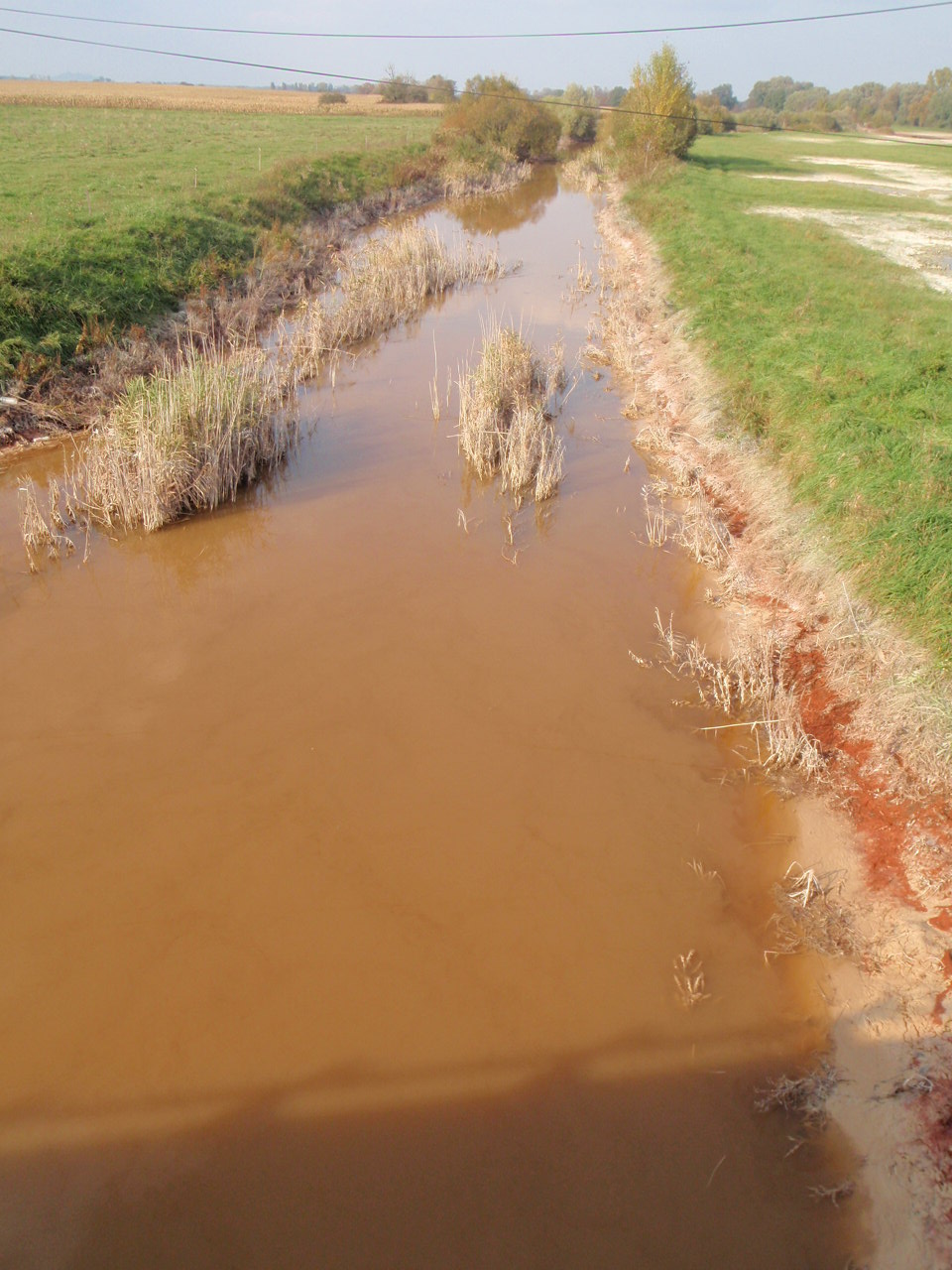
Marcal, eine Woche nach dem Kolontár-Dammbruch, Oktober 2010